# جان دال (کارگردان)
جان دال (انگلیسی: John Dahl؛ زادهٔ ۱۹۵۶) فیلم‌نامه‌نویس و کارگردان اهل ایالات متحده آمریکا است.

## بخشی از فیلمشناسی
- غرب رد راک (۱۹۹۳)
- قماربازان (۱۹۹۸)
- سرچشمه (۱۹۹۹)
- لذت سواری (۲۰۰۱)
- من را دوباره بکش (۱۹۸۹)